# حمو

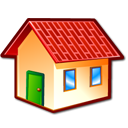

الحمو هو الشخص الذي لديه صلة نسب شرعية مع شخص آخر إذ يكون والد الزوج/الزوجة. تفرض العديد من الثقافات والأنظمة القانونية مهام ومسؤوليات على الأشخاص المرتبطين بمثل هذه العلاقات. يسمى الشخص إما صهرًا أو زوجة الابن بالنسبة لوالد الزوج/الزوجة، الذين بدورهما أيضًا هما والدا أخوات الزوج وإخوانه (إن وجد) الذين يعتبرون أشقاء الزوج/الزوجة (مقابل أزواج/زوجات الأشقاء). ويسمى أفراد مجموعة المصاهرة العائلية هذه ذوي قربي.

## الحمو
الحمو هو والد زوج/زوجة الشخص. الرجلان اللذان يعتبر كل منهما حما لأبناء الآخر ربما يطلق عليهما أحماء مشتركة، أو حال وجود أحفاد، يطلق عليهما أجداد مشتركة.

## الحماة
الحماة هي والدة زوج/زوجة الشخص. السيدتان اللتان تعتبران كل منهما حماة لأبناء الأخرى ربما يطلق عليهن حموات مشتركة، أو حال وجود أحفاد، يطلق عليهن جدات مشتركة.
وفي الأفلام الكوميدية، تظهر الحماة أحيانًا كمصدر تعاسة الزوج، الذي تزوج من ابنتها. وغالبًا ما تعتبر الحموات صورة نمطيةفي المزاحات الخاصة بالحماوات.
تستخدم بعض اللغات الأصلية الأسترالية عبارات محددة، والتي تسمى "لغات الحماة"، وهي لغات فرعية خاصة تستخدم عندما تكون على مسافة مسموعة من المحرمات، وهن في الغالب الحماوات.
جناح الحماة هو أيضًا نوع من أنواع المساكن، عادةً أماكن إقامة الضيف داخل منزل العائلة والذي ربما يتم استخدامه لأفراد شجرة العائلة.